# Mayordomo de semana
Los mayordomos de semana era aquella clase palaciega de la Real Casa y Patrimonio de la Corona de España, a la que se atribuía la función de acompañar al rey en todo momento. Dependían del mayordomo mayor.

## Régimen durante los siglosXIXyXX

### Funciones y privilegios
Existieron como tal clase desde el reinado de los Austrias. En el Real Alcázar de Madrid, tenían entrada hasta la pieza oscura, salvo aquel que estuviera de servicio y el más antiguo de entre ellos. 

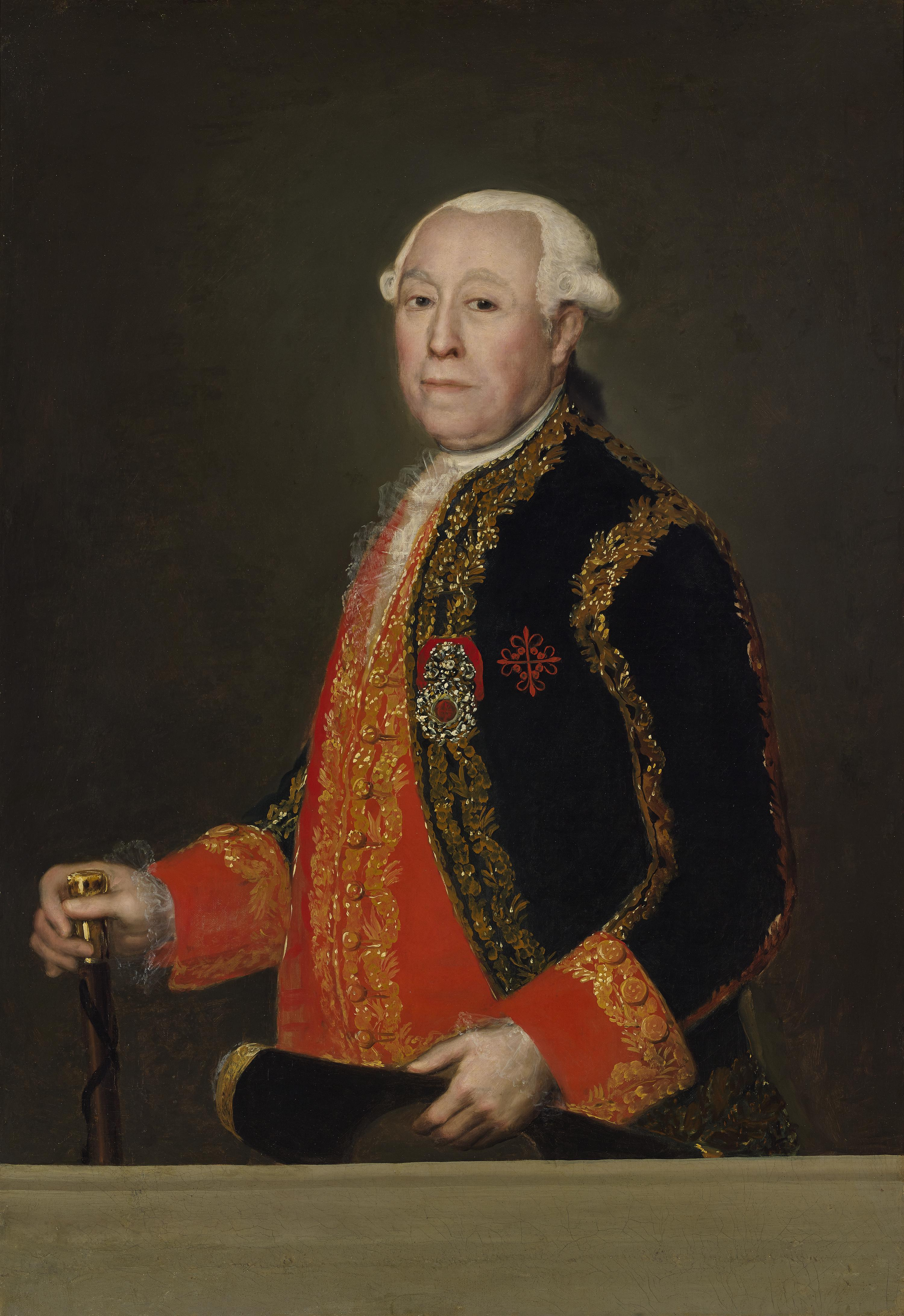
Miguel Fernández Durán, mayordomo de semana de Carlos III

Durante los reinados de los dos últimos reyes antes de la proclamación de la República Española, Alfonso XII  y Alfonso XIII, no se exigían condiciones legales para el desempeño del cargo, si bien debían ser individuos de posición social elevada y su número no era fijo. El mayordomo decano disfrutaba de una gratificación de 7500 pesetas anuales. Asistían a todas las audiencias y actos oficiales junto al monarca turnándose para asistirle y colocándose frente al trono siempre. Únicamente hacían servicio en el Palacio Real de Madrid y otras residencias reales, no acompañando al rey en los viajes. Así, a diario y en su turno almorzaban acompañando a los monarcas, junto con el comandante de alabarderos, el gentilhombre grande de España, la dama de la reina y la dama al servicio particular de la reina de servicio y los ayudantes de campo igualmente de servicio, a no ser que el rey tuviere que comer aparte por actos oficiales o en almuerzo privado con quienes dictase, en Palacio o fuera de él. Al finalizar su servicio el sábado por la noche cenaban también en la mesa del rey junto al mayordomo y al caballerizo mayor. Sustituían al mayordomo mayor no estando este presente, siendo especialmente importante esta sustitución en las funciones sacramentales y rubricando los gastos semanales. 
Con semejantes funciones al de mayordomo de semana, pero de menor importancia, existían los gentilhombres de casa y boca, que eran personas también de posición social elevada que eran nombrados entre antiguos empleados de Palacio como el exdirector de la Real Armería, el de la Fábrica de Tapices etc.

### Distintivo
Su insignia era un bastoncito imperdible de concha y oro con corona y la cifra del Rey que los nombró.

## Lista de Mayordomos de semana en 1931
En el momento del advenimiento de la Segunda República Española, el 14 de abril de 1931,  que tuvo como consecuencia la supresión de dicho cargo, los 122 mayordomos de semana que estaban de servicio, con indicación del año de su nombramiento, eran los siguientes:

### 1875-1899
- 1875. Alejandro de Castro y Fernández de la Somera
- 1880. Conde de Berberana, Conde del Donadío de Casasola
- 1883. Barón de Eroles
- 1884. José María Ortega Morejón
- 1885. Comienzo del reinado de Alfonso XIII: Francisco de Ayguavives y de León, marqués de Zambrano
- 1886. Conde del Cadagua
- 1889. Isidoro Ruata y Sichar
- 1895. Barón de Alacuas
- 1896. Conde de Caudilla. Ismael Pérez Vidal
- 1898. marqués de la Frontera. Antonio de Vargas Machuca y Van Halen. Barón de Vallvert

### 1900-1909
- 1900
  - Diego de León y Núñez Robres
  - Domingo Mascarós y Abergués
  - Francisco Travesedo y Fernández Casariego
  - Diego Alós y Rivero
  - marqués de Torralba

- 1901
  - Barón de Llauri
  - Juan Bautista de Ayguavives y de Vassallo, vizconde de la Encarnada
  - Conde de Urquijo
  - Luis Herreros de Tejada y Villaldea
  - Conde de Torrepalma

- 1902
  - Francisco de Ayguavives y de León, marqués de Zambrano
  - Joaquín Montes y Jovellar
  - marqués de Guevara
  - Vizconde del Castillo de Genovés
  - Conde de Villamarciel
  - marqués de Amurrio
  - Conde de Lascoiti
  - marqués de Monteagudo
  - Conde del Real Aprecio

- 1903
  - marqués de Casa Saltillo
  - Conde de Artaza
  - marqués de Urrea

- 1904
  - Conde de Polentinos
  - marqués de Santo Domingo
  - José Caro Széchenyi
  - Barón de Bugete
  - Conde viudo de Solterra
  - Conde de Val del Aguila
  - marqués de los Ríos
  - marqués de Laurencín

- 1905
  - Conde de Ramírez de Arellano
  - Fabricio Potestad y Pinheiro
  - Conde del Valle de Pendueles
  - José María Creus y Anduaga
  - marqués de Valdefuentes
  - Conde de Limpias

- 1906
  - Eliseo Loriga Parra
  - Conde de Ramiranes
  - Conde de Daya Nueva
  - Manuel Cavanilles y Peón
  - marqués de Sancha
  - marqués de Vadillo

- 1907
  - Román García Blanes y Osorio
  - Conde de Garvey
  - Enrique Careaga y Bishop

- 1908
  - Conde de la Cimera
  - Emilio Vidal Ribas y Güell
  - Conde de la Maza

- 1909
  - Francisco de Ayguavives y de León, marqués de Zambrano
  - Eduardo Aguirre de Tejada y Cárcer

### 1910-1919
- 1910
  - marqués de Santa María del Villar

- 1912
  - Conde de Santa Ana de las Torres
  - José de la Lastra y Romero de Tejada
  - Conde del Rincón
  - marqués de San Miguel
  - Juan Romero y Araoz

- 1913
  - marqués de Linares

- 1914
  - marqués de Ibarra
  - marqués de Villarreal de Álava
  - Rafael Gordón-Wardhouse y Arístegui

- 1916
  - marqués de Busianos
  - Juan Miguel Herrera y Sotolongo
  - marqués de Fuente el Sol
  - marqués de Elduayen

- 1919
  - Vicente Nogueras y Yanguas
  - Conde de Arcentales
  - Fernando Aguilar y Gómez Acebo
  - Manuel Campuzano y Sánchez Ocaña
  - Manuel Soler y Labernía
  - marqués de Villamantilla de Perales
  - Vizconde de San Germán
  - marqués del Llano de San Javier
  - marqués de San Román de Ayala
  - Pedro Nolasco González Gordón
  - marqués de los Arcos

### 1920-1928
- 1920
  - marqués de Montalvo
  - marqués de Espeja

- 1921
  - Gabriel de Pombo e Ibarra
  - José de Landecho y Allendesalazar
  - Federico Bernades y Alavedra

- 1923
  - Francisco Escrivá de Romaní y Roca de Togores
  - Conde de la Granja
  - Vizconde de Cuba
  - marqués de Arenas
  - Bernardo Rolland y Miota
  - Conde de Peralta
  - Adrián del Rey y Sánchez
  - Antonio Cuyás y Lagrifa

- 1924
  - Alonso Coello y Bermúdez de Castro
  - Conde de Santamaría de Paredes
  - Conde de Biñasco
  - Conde de San Miguel de Castellar
  - José María de Pallejá Ferrer-Vidal
  - Norberto López-Valdemoro y Fesser

- 1925
  - marqués de Lamiaco
  - Conde de Sizzo Noris

- 1926
  - marqués de Moncayo
  - Francisco de Paula Maristany y Maristany
  - José María Linares Rivas y Sonjol
  - marqués de Guerra
  - Luis María Narváez y Ulloa
  - Fernando Dasí y Hernández
  - marqués de Goubea

- 1927
  - Alfonso Herreros de Tejada y Servert
  - Conde de las Bárcenas
  - Jorge Parladé Ibarra
  - Alfonso Gordón Rodríguez Casanova
  - José Mitjáns y Murrieta

- 1928
  - Juan Valdés y Armada
  - Juan Guillermo Pérez, San Millán y Fontanals
  - marqués de Monte Sion